# 패밀리 컴퓨터 게임 목록
이 목록은 일본에서 발매한 패밀리 컴퓨터(Family Computer ; FC) 게임의 목록이다.

## 목록
| 제목                                                                  | 개발사                  | 배급사                                                  | 일본 | 북미 | 유럽 | 최초 발매일                  |
| --------------------------------------------------------------------- | ----------------------- | ------------------------------------------------------- | ---- | ---- | ---- | ---------------------------- |
| 10야드 파이트                                                         | 아이렘                  | 아이렘 (일본) 닌텐도 (북미/유럽)                        | 예   | 예   | 예   | 1985년 8월 30일              |
| 1942                                                                  | 캡콤                    | 캡콤                                                    | 예   | 예   |      | 1988년 12월 11일 (일본)      |
| 1943: 미드웨이 해전                                                   | 캡콤                    | 캡콤                                                    | 예   | 예   |      | 1988년 6월 20일              |
| 가자가자! 열혈 하키부 미끄러지고 넘어지고 대난투                      | 테크노스 저팬           | 테크노스                                                | 예   |      |      | 1992년 2월 7일               |
| 가라테카                                                              | 소프트 프로             | 소프트 프로                                             | 예   |      |      | 1985년 12월 5일              |
| 갤러가                                                                |                         | 남코                                                    | 예   | 예   |      | 1985년 2월 15일              |
| 갤럭시안                                                              |                         | 남코                                                    | 예   | 예   |      | 1984년 9월 7일               |
| 그라디우스                                                            | 코나미                  | 코나미                                                  | 예   |      |      | 1986년 4월 25일              |
| 깜짝 열혈신기록! 아득한 금메달 크래시 앤 더 보이즈: 스트리트 챌린지   | 테크노스 저팬           | 테크노스                                                | 예   | 예   |      | 1992년 6월 26일              |
| 남극탐험 결국 남극대모험                                              | 코나미                  | 코나미                                                  | 예   |      |      | 1985년 4월 22일              |
| 뉴질랜드 스토리 키위 크레이즈                                         | 소프트웨어 크리에이션스 | 타이토                                                  |      | 예   | 예   | 1991년 3월                   |
| 다람쥐 구조대 칩 앤 데일: 레스큐 레인저스 칩과 데일의 대작전          | 캡콤                    | 캡콤                                                    | 예   | 예   | 예   | 1990년 6월 8일 (일본)        |
| 다람쥐 구조대 2 칩 앤 데일: 레스큐 레인저스 2 칩과 데일의 대작전 2    | 메이크 소프트웨어       | 캡콤                                                    | 예   | 예   | 예   | 1993년 12월 10일 (일본)      |
| 다운타운 스페셜 쿠니오군의 시대극이다 전원집합!                       | 테크노스 저팬           | 테크노스                                                | 예   |      |      | 1991년 7월 26일              |
| 다운타운 열혈행진곡 나가자 대운동회                                   | 테크노스 저팬           | 테크노스                                                | 예   |      |      | 1990년 10월 12일             |
| 다카하시 명인의 모험섬                                                | 허드슨 소프트           | 허드슨 소프트                                           | 예   | 예   | 예   | 1986년 9월 12일              |
| 닥터 마리오                                                           | 닌텐도                  | 닌텐도                                                  | 예   | 예   | 예   | 1990년 7월 27일              |
| 더블 드래곤                                                           | 테크노스 저팬           | 테크노스 저팬 (일본) 트레이드웨스트 (북미/유럽)         | 예   | 예   | 예   | 1988년 4월 8일               |
| 더블 드래곤 II: 더 리벤지                                             | 테크노스 저팬           | 테크노스 저팬 (일본) 어클레임(북미/유럽)                | 예   | 예   | 예   | 1989년 12월 22일             |
| 더블 드래곤 III: 더 로제타 스톤 더블 드래곤 III: 더 세이크리드 스톤스 | 테크노스 저팬           | 테크노스 저팬 (일본) 어클레임(북미/유럽)                | 예   | 예   | 예   | 1991년 2월 22일              |
| 덕 헌트                                                               | 닌텐도                  | 닌텐도                                                  | 예   | 예   | 예   | 1984년 4월 21일              |
| 덕테일즈 욕심쟁이 오리아저씨                                          | 캡콤                    | 캡콤                                                    | 예   | 예   | 예   | 1989년 09년 14일 (북미)      |
| 덕테일즈 2 욕심쟁이 오리아저씨 2                                      | 메이크 소프트웨어       | 캡콤                                                    | 예   | 예   | 예   | 1993년 4월 23일 (일본)       |
| 도라에몽                                                              | 허드슨 소프트           | 허드슨 소프트                                           | 예   |      |      | 1986년 12월 12일             |
| 도시의 챔피언 어반 챔피언                                             | 닌텐도                  | 닌텐도                                                  | 예   | 예   | 예   | 1984년 11월 14일             |
| 돈 도코 돈                                                            | 타이토                  | 타이토                                                  | 예   |      |      | 1990년 3월 9일               |
| 돈 도코 돈 2                                                          | 타이토                  | 타이토                                                  | 예   |      |      | 1992년 1월 31일              |
| 동키콩                                                                | 닌텐도                  | 닌텐도                                                  | 예   | 예   | 예   | 1983년 7월 15일              |
| 동키콩 3                                                              | 닌텐도                  | 닌텐도                                                  | 예   | 예   | 예   | 1984년 7월 4일               |
| 동키콩 Jr.                                                            | 닌텐도                  | 닌텐도                                                  | 예   | 예   | 예   | 1983년 7월 15일              |
| 드래곤 퀘스트 드래곤 워리어                                           | 춘소프트                | 에닉스 (일본) 닌텐도 (북미)                             | 예   | 예   |      | 1986년 5월 27일              |
| 드래곤 퀘스트 II: 악령의 신들 드래곤 워리어 II                        | 춘소프트                | 에닉스                                                  | 예   | 예   |      | 1987년 1월 26일              |
| 드래곤 퀘스트 III: 그리고 전설로 드래곤 워리어 III                    | 춘소프트                | 에닉스                                                  | 예   | 예   |      | 1988년 2월 10일              |
| 드래곤 퀘스트 IV: 인도받는 자들 드래곤 워리어 IV                      | 춘소프트                | 에닉스                                                  | 예   | 예   |      | 1990년 2월 11일              |
| 드루아가의 탑                                                         |                         | 남코                                                    | 예   |      |      | 1985년 8월 6일               |
| 로로의 모험                                                           | HAL 연구소              | HAL 아메리카                                            |      | 예   | 예   | 1989년 4월 20일              |
| 로로의 모험 2 로로의 모험 (일본)                                      | HAL 연구소              | HAL 연구소                                              | 예   | 예   | 예   | 1990년 1월 6일 (일본)        |
| 로로의 모험 3 로로의 모험 2 (일본)                                    | HAL 연구소              | HAL 연구소                                              | 예   | 예   | 예   | 1990년 12월 26일 (일본)      |
| 록맨 메가맨                                                           | 캡콤                    | 캡콤                                                    | 예   | 예   | 예   | 1987년 12월 17일             |
| 록맨 2: Dr. 와일리의 수수께끼 메가맨 2                                | 캡콤                    | 캡콤                                                    | 예   | 예   | 예   | 1988년 12월 24일             |
| 록맨 3: Dr. 와일리의 최후!? 메가맨 3                                  | 캡콤                    | 캡콤                                                    | 예   | 예   | 예   | 1990년 9월 28일              |
| 록맨 4: 새로운 야망! 메가맨 4                                         | 캡콤                    | 캡콤                                                    | 예   | 예   | 예   | 1991년 12월 6일              |
| 록맨 5: 블루스의 함정!? 메가맨 5                                      | 캡콤                    | 캡콤                                                    | 예   | 예   | 예   | 1992년 12월 4일              |
| 록맨 6: 사상 최대의 싸움! 메가맨 6                                    | 캡콤                    | 캡콤 (일본) 닌텐도 (북미)                               | 예   | 예   |      | 1993년 11월 5일              |
| 루나 볼                                                               | 컴파일                  | 포니 캐년 (일본) FCI (북미/유럽)                        | 예   | 예   | 예   | 1985년 12월 5일              |
| 마계촌 고스츠 앤 고블린스                                             | 캡콤                    | 캡콤                                                    | 예   | 예   |      | 1986년 6월 13일              |
| 마더                                                                  | 에이프                  | 닌텐도                                                  | 예   |      |      | 1989년 7월 27일              |
| 마리오 브라더스                                                       | 닌텐도                  | 닌텐도                                                  | 예   | 예   | 예   | 1983년 9월 9일               |
| 마블 매드니스                                                         | 레어                    | 밀튼 브래들리 컴퍼니                                    |      | 예   | 예   | 1989년 3월                   |
| 마이티 파이널 파이트                                                  | 캡콤                    | 캡콤                                                    | 예   | 예   | 예   | 1993년 6월 11일              |
| 마피                                                                  |                         | 남코                                                    | 예   |      |      | 1984년 11월 14일             |
| 마피 랜드                                                             |                         | 남코                                                    | 예   |      |      | 1986년 11월 26일             |
| 마피 키즈                                                             |                         | 남코                                                    | 예   |      |      | 1989년 12월 22일             |
| 메트로이드                                                            | 닌텐도                  | 닌텐도                                                  |      | 예   | 예   | 1987년 8월 17일              |
| 모에로 트윈비 스팅어                                                  | 코나미                  | 코나미                                                  | 예   | 예   |      | 1987년 9월                   |
| 바이오 미라클 나는 우파                                               | 코나미                  | 코나미                                                  | 예   |      |      | 1993년 2월 26일              |
| 바이오닉 코만도 히틀러의 부활: 탑 시크릿                              | 캡콤                    | 캡콤                                                    | 예   | 예   | 예   | 1988년 7월 20일              |
| 배드 듀즈 드래곤닌자                                                  | 데이터 이스트           | 남코 (일본) 데이터 이스트 (북미) 오션 소프트웨어 (유럽) | 예   | 예   |      | 1989년 7월 14일              |
| 배트맨: 더 리턴 오브 조커 다이너마이트 배트맨                         | 선소프트                | 선소프트                                                | 예   | 예   | 예   | 1991년 12월 20일 (일본/북미) |
| 배트맨: 더 비디오 게임                                                | 선소프트                | 선소프트                                                | 예   | 예   | 예   | 1989년 12월 22일 (일본)      |
| 배틀 시티                                                             | 남코                    | 남코                                                    | 예   |      |      | 1985년 9월 9일               |
| 버블 보블                                                             | 타이토                  | 타이토                                                  |      | 예   | 예   | 1988년 11월                  |
| 벌룬 파이트                                                           | 닌텐도                  | 닌텐도                                                  | 예   | 예   | 예   | 1985년 1월 22일              |
| 베이스볼                                                              | 닌텐도 R&D 1            | 닌텐도                                                  | 예   | 예   | 예   | 1983년 12월 7일              |
| 별의 커비 꿈의 샘 이야기                                              | HAL 연구소              | 닌텐도                                                  | 예   | 예   | 예   | 1993년 3월 23일              |
| 서커스 찰리                                                           | 소프트 프로             | 코나미                                                  | 예   | 예   |      | 1986년 3월 4일               |
| 솔로몬의 열쇠                                                         | 테크모                  | 테크모                                                  | 예   | 예   | 예   | 1986년 7월 30일              |
| 슈퍼 마리오 브라더스                                                  | 닌텐도                  | 닌텐도                                                  | 예   | 예   | 예   | 1985년 9월 13일              |
| 슈퍼 마리오 브라더스 2 슈퍼 마리오 USA                                | 닌텐도                  | 닌텐도                                                  | 예   | 예   | 예   | 1988년 10월 9일              |
| 슈퍼 마리오 브라더스 3                                                | 닌텐도                  | 닌텐도                                                  | 예   | 예   | 예   | 1988년 10월 23일             |
| 스노우 브라더스                                                       | SOL                     | 캡콤                                                    | 예   | 예   | 예   | 1991년 11월                  |
| 스파르탄 X 쿵푸                                                       | 닌텐도                  | 닌텐도                                                  | 예   | 예   |      | 1985년 6월 21일              |
| 스페이스 인베이더                                                     | 타이토                  | 타이토                                                  | 예   | 예   | 예   | 1985년 4월 17일              |
| 시티 커넥션 크루이징                                                  | 자레코                  | 자레코                                                  | 예   | 예   |      | 1985년 9월 27일              |
| 실버 서퍼                                                             | 소프트웨어 크리에이션스 | 아카디아 시스템스                                       |      | 예   |      | 1990년 11월                  |
| 아이스 클라이머                                                       | 닌텐도                  | 닌텐도                                                  | 예   | 예   | 예   | 1985년 1월 30일              |
| 악마성 스페셜: 나는 드라큘라 군                                       | 코나미                  | 코나미                                                  | 예   |      |      | 1990년 10월 19일             |
| 와일리 & 라이트의 록보드: 대츠☆파라다이스                             | 캡콤                    | 캡콤                                                    | 예   |      |      | 1993년 1월 15일              |
| 엘리베이터 액션                                                       | 마이크로닉스            | 타이토                                                  | 예   | 예   | 예   | 1985년 6월 28일              |
| 열혈 격투 전설                                                        | 테크노스 저팬           | 테크노스                                                | 예   |      |      | 1992년 12월 23일             |
| 열혈! 스트리트 바스켓 힘내라 덩크 히어로즈                            | 테크노스 저팬           | 테크노스                                                | 예   |      |      | 1993년 12월 17일             |
| 열혈경파 쿠니오군 레네게이드                                          | 테크노스 저팬           | 테크노스 (일본) 타이토 (북미)                           | 예   | 예   |      | 1987년 4월 17일 (일본)       |
| 열혈고교 다운타운 열혈 이야기 리버 시티 랜섬                          | 테크노스 저팬           | 테크노스                                                | 예   | 예   | 예   | 1989년 4월 25일              |
| 열혈고교 돗지볼부 슈퍼 돗지볼                                         | 테크노스 저팬           | 테크노스 (일본) 소니 이미지소프트 (북미)                | 예   | 예   |      | 1988년 7월 26일 (일본)       |
| 열혈고교 돗지볼부 축구편 닌텐도 월드컵                                | 테크노스 저팬           | 테크노스 (일본) 닌텐도 (북미)                           | 예   | 예   | 예   | 1990년 5월 18일 (일본)       |
| 요시의 알 요시 마리오 & 요시                                          | 닌텐도                  | 닌텐도                                                  | 예   | 예   | 예   | 1991년 12월 14일             |
| 요시의 쿠키                                                           | 닌텐도                  | 닌텐도                                                  | 예   | 예   | 예   | 1992년 11월 21일             |
| 이스 III: 원더러즈 프롬 이스                                          | 어드밴스 커뮤니케이션   | 빅터 인터렉티브 소프트웨어                              | 예   |      |      | 1991년 9월 27일              |
| 젤다의 전설                                                           | 닌텐도 R&D 4            | 닌텐도                                                  | 예   | 예   | 예   | 1987년 7월                   |
| 젤다의 전설 2: 링크의 모험                                            | 닌텐도 R&D 4            | 닌텐도                                                  |      | 예   | 예   | 1988년 9월 26일              |
| 조이 메카 파이트                                                      | 닌텐도 R&D 1            | 닌텐도                                                  | 예   |      |      | 1993년 5월 21일              |
| 카르노브                                                              | SAS 사카타              | 남코 (일본) 데이터 이스트 (북미)                        | 예   | 예   |      | 1987년 12월 18일             |
| 캐슬바니아 악마성 드라큘라                                            | 코나미                  | 코나미                                                  | 예   | 예   | 예   | 1987년 5월 1일               |
| 캐슬바니아 II: 사이먼의 원정 드라큘라 II: 저주의 봉인                 | 코나미                  | 코나미                                                  |      | 예   | 예   | 1988년 12월 1일              |
| 캐슬바니아 III: 드라큘라의 저주 악마성 전설                           | 코나미                  | 코나미                                                  | 예   | 예   | 예   | 1989년 12월 22일             |
| 콘트라 프로보텍터                                                     | 코나미                  | 코나미                                                  | 예   | 예   | 예   | 1988년 2월 2일               |
| 쿠니오군의 열혈 사커 리그                                             | 테크노스 저팬           | 테크노스                                                | 예   |      |      | 1993년 4월 23일              |
| 트윈비                                                                | 코나미                  | 코나미                                                  | 예   |      |      | 1986년 1월 4일               |
| 트윈비 3                                                              | 코나미                  | 코나미                                                  | 예   |      |      | 1989년 9월 29일              |
| 파이널 판타지                                                         | 스퀘어                  | 스퀘어 (일본) 닌텐도 (북미)                             | 예   | 예   |      | 1987년 12월 18일             |
| 파이널 판타지 II                                                      | 스퀘어                  | 스퀘어                                                  | 예   |      |      | 1988년 12월 17일             |
| 파이널 판타지 III                                                     | 스퀘어                  | 스퀘어                                                  | 예   |      |      | 1990년 4월 27일              |
| 팩맨                                                                  |                         | 남코                                                    | 예   | 예   | 예   | 1984년 11월 2일              |
| 프론트 라인                                                           | 타이토                  | 타이토                                                  | 예   |      |      | 1985년 8월 1일               |
| 하이퍼 올림픽 트랙 & 필드                                             | 코나미                  | 코나미                                                  | 예   | 예   |      | 1985년 6월 21일              |

## 같이 보기
- 패미컴 디스크 시스템 게임 목록
- 슈퍼 패미컴 게임 목록